# 3061 Кук
3061 Кук (3061 Cook) је астероид главног астероидног појаса са средњом удаљеношћу од Сунца која износи 3,086 астрономских јединица (АЈ).
Апсолутна магнитуда астероида је 11,9.